# Barbara Harris
Barbara Harris (ur. 25 lipca 1935 w Evanston, zm. 21 sierpnia 2018 w Scottsdale) – amerykańska aktorka nominowana do Oscara za drugoplanową rolę w filmie Kim jest Harry Kellerman i dlaczego wygaduje o mnie te okropne rzeczy? (1971).

## Filmografia
- Tysiąc klownów (1965) jako dr Sandra Markowitz
- Apartament w Hotelu Plaza (1971) jako Muriel Tate
- Kim jest Harry Kellerman i dlaczego wygaduje o mnie te okropne rzeczy? (1971) jako Allison Densmore
- Wojna między mężczyznami a kobietami (1972) jako Theresa Alice Kozlenko
- Rodzinne potyczki (1974) jako Kathy Morrison
- Nashville (1975) jako Albuquerque
- Intryga rodzinna (1976) jako Blanche Tyler
- Zwariowany piątek (1976) jako Ellen Andrews
- Ale kino! (1978) jako Trixie Lane
- Uwiedzenie Joe Tynana (1979) jako Ellie Tynan, żona Joego
- Afera na North Avenue (1979) jako Mrs. Vickie Sims/Kitty Car
- Peggy Sue wyszła za mąż (1986) jako Evelyn Kelcher
- Parszywe dranie (1988) jako Fanny Eubanks
- Zabijanie na śniadanie (1997) jako Mary Blank